# Sandro Lopez Nunes
(Sandro Lopez Nuñes)
Sandro Salvatore Lopez Nuñes (Milano, 29 agosto 1937 – Milano, 13 febbraio 2023) è stato uno scrittore, drammaturgo e saggista italiano.

## Biografia
Sandro Lopez Nuñes nacque a Milano il 29 agosto 1937 da Raoul (1885-1938) e Rosa Segre detta Gina (1898-1986), appartenenti entrambi a famiglia ebraica. Era l'ultimo di tre figli dopo Bianca (1922-2014) ed Enrico (1923-1997). Era nipote del mezzosoprano Eugenia Lopez Nunes (1883-1946). Discendente da un'antica famiglia sefardita, fu perseguitato fin dalla nascita per la sua origine ebraica. Durante la seconda guerra mondiale, a causa della calata in Italia delle truppe naziste, venne costretto alla latitanza: fu salvato da contadini piemontesi delle Valli di Lanzo.
Nel suo volume Nato con la camicia narrò le persecuzioni subite e gli espedienti per sfuggire alla deportazione verso i lager nazisti. Dopo aver frequentato il liceo classico presso la scuola ebraica di Milano, si iscrisse all'Università Bocconi, dove si laureò nel 1962 con una tesi in statistica metodologica. Da sempre impegnato nelle istituzioni ebraiche fu presidente dei giovani ebrei milanesi, consigliere, assessore e vicepresidente della Comunità ebraica di Milano e per quattro anni presidente della Federazione Sionistica Italiana.
Esordì con una commedia in dialetto milanese “El pacianebbia” che, interpretata da Piero Mazzarella, ebbe nel 1982 un grande successo presso il teatro Teatro San Calimero. Studioso di storia contemporanea, svolse una ricerca approfondita sull'umorismo che si è conclusa con la pubblicazione del suo primo libro Abbasso il fassio - la satira politica nel ventennio edito da Baldini e Castoldi (1999).
Dal 2007 iniziò la sua collaborazione con la casa editrice Mimesis per la quale pubblicò il pamphlet Il crocifisso e gli altri segni - Proposte per una laicità di uno stato multietnico. Seguirono altre pubblicazioni, tra cui nel 2010 Teodoro Herzl, il Messia degli Ebrei, biografia del fondatore del sionismo politico, nel 2011 il romanzo Nato con la camicia - ricordi di un bambino latitante e nel 2013 Carriere spezzate - gli artisti ebrei colpiti dalle leggi razziali.

## Vita privata
Sposatosi nel 1968, ebbe due figli: Daniela (1970) e David (1972).

## Opere
- Abbasso il fassio, Milano, Baldini e Castoldi, 1999, ISBN 88-8089-558-3.
- Il crocifisso e gli altri segni, Milano, Mimesis Edizioni, 2007, ISBN 9788884835789.
- Teodoro Herzl, il Messia degli ebrei, Milano, Mimesis Edizioni, 2010, ISBN 9788857500904.
- Nato con la camicia, Milano, Mimesis Edizioni, 2012, ISBN 9788857508610.
- Carriere spezzate, Milano, Mimesis Edizioni, 2013, ISBN 9788857514147.

### Opere teatrali
- El Pacianebbia, 1982.